# Georg von Schütz zu Purschütz

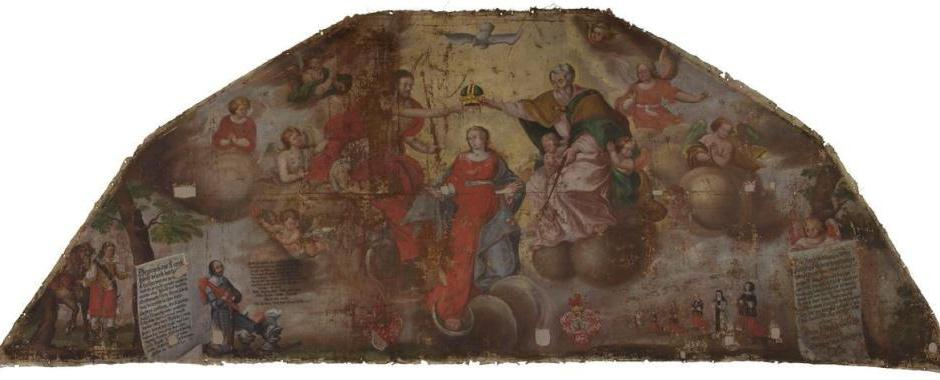
Geisslinger Stifterbild, Georg von Schütz zu Purschütz, Frau und Töchter, zu Füßen Marias

Johann Georg von Schütz zu Purschütz, auch Georg Schütz von Purschütz u. ä. (* um 1600; † 16. Juli 1681 in Innsbruck) war ein kaiserlicher Generalfeldwachtmeister. 

## Leben

### Herkunft
Schütz entstammte einem alten böhmischen Adelsgeschlecht, dessen namensstiftender Stammsitz Pürschütz war.

### Werdegang
Er war zunächst Sekretär von Johann T’Serclaes von Tilly, dann für fünf Jahre bei Henri de La Ferté-Senneterre in Frankreich in Diensten. Hiernach ist er in kaiserliche Militärdienste getreten. 
Im Verlauf des Dreißigjährigen Krieges kam er nach Geislingen, wo er die ortsadelige Gutserbin aus der Familie von Hohenberg heiratete. Im Jahre 1661 verkaufte er als Kommandant der Festung Rheinfelden seinen seit 1656 innehabenden Anteil an Riegel. Bereits in den Jahren 1661 bzw. 1662 belehnte Kaiser Leopold I. ihn mit Teilen des Wasserschlosses Geislingen in der Freien Pürsch in Schwaben, die er 1666 gänzlich käuflich erwarb. Vermutlich auf Grund einer gewonnenen Schlacht im vierten österreichischen Türkenkrieg (1663–1664) ließ Schütz, der ein Verehrer der Gottesmutter Maria war, die im Dreißigjährigen Krieg zerstörte Heiligkreuzkapelle in Geislingen wieder aufrichten und das Stifterbild mit der Darstellung seiner Familie anfertigen.
Er avancierte am 25. April 1664 zum Generalfeldwachtmeister. In dieser Funktion wurde dem schon 77-Jährigen im Jahr 1677 die Verteidigung Freiburgs während der holländischen Kriege (1672–1677) überantwortet. Während der französischen Belagerung von Freiburg übergab er als Kommandant die Stadt 1677 an den Marschall François de Créquy. Hierfür wurde er in Wien vor ein Kriegsgericht gestellt. Seine Güter wurden zunächst konfisziert, und er kam in Innsbruck in Arrest, wo er schließlich am 16. Juli 1681 starb, ohne sein Rittergut Geislingen, wo seine Frau lebte, je wiedergesehen zu haben. Nach älterer Überlieferung wurde er aus dem Arrest entlassen und frei gesprochen, nachdem die gegen ihn erhobenen Vorwürfe nicht bewiesen werden konnten. Hingegen war die öffentliche Meinung, dass der oberste Kanzler Johann Paul Hocher (1616–1683) dafür verantwortlich war, dass seine Vaterstadt Freiburg 1677 mit zu wenig Truppen besetzt war, um sich gegen die feindliche Belagerung halten zu können. Dem Kanzler Hocher wurde, neben guten Eigenschaften, auch Bestechlichkeit nachgesagt, und so soll er, der bei seinem Tod ein kapitales Vermögen von über 700.000 Talern hinterließ, allein von den Holländern ein Geschenk von 75.000 Talern angenommen haben.

### Familie
Aus seiner Ehe mit der aus dem Hause Habsburg abstammenden Anna Elisabeth von Hohenberg († nach 1686), Tochter von Karl Freiherr von Hohenberg (1584–1628) und der Maria Jakobine von Stotzingen (1605–1635), Enkelin von Karl, Markgraf von Burgau (1560–1618), gingen fünf Töchter hervor, darunter:
- Anna Maria Schütz ⚭ Ferdinand Karl Freiherr von Rost, kaiserlicher Oberhauptmann von Vorarlberg
- Maria Jacobea Felizitas Schütz ⚭ Anton Freiherr von Rost,[12] kaiserlicher Regierungsrat, Pfleger von Vils, der als ebenfalls kaiserlicher Gesandter bei den Drei Bünden auf Schloss Rhäzüns residierte → Eltern des Fürstbischofs von Chur, Joseph Benedikt von Rost (1696–1754) und des Abtes von Kloster St. Mang, Leopold von Rost (1704–1750)[13]
- eine weitere Tochter war 1677 an Ferdinand Franz Escher von Binningen, Freiherr von Umkirch und Hofenheimb (* 1642), verheiratet, dem das Schloss Umkirch bei Freiburg gehörte,[3] 1677 kaiserlicher Hauptmann und Obervogt der Stadt und Herrschaft Waldkirch, Castelberg und Schwarzenberg[14]